# Rimonim

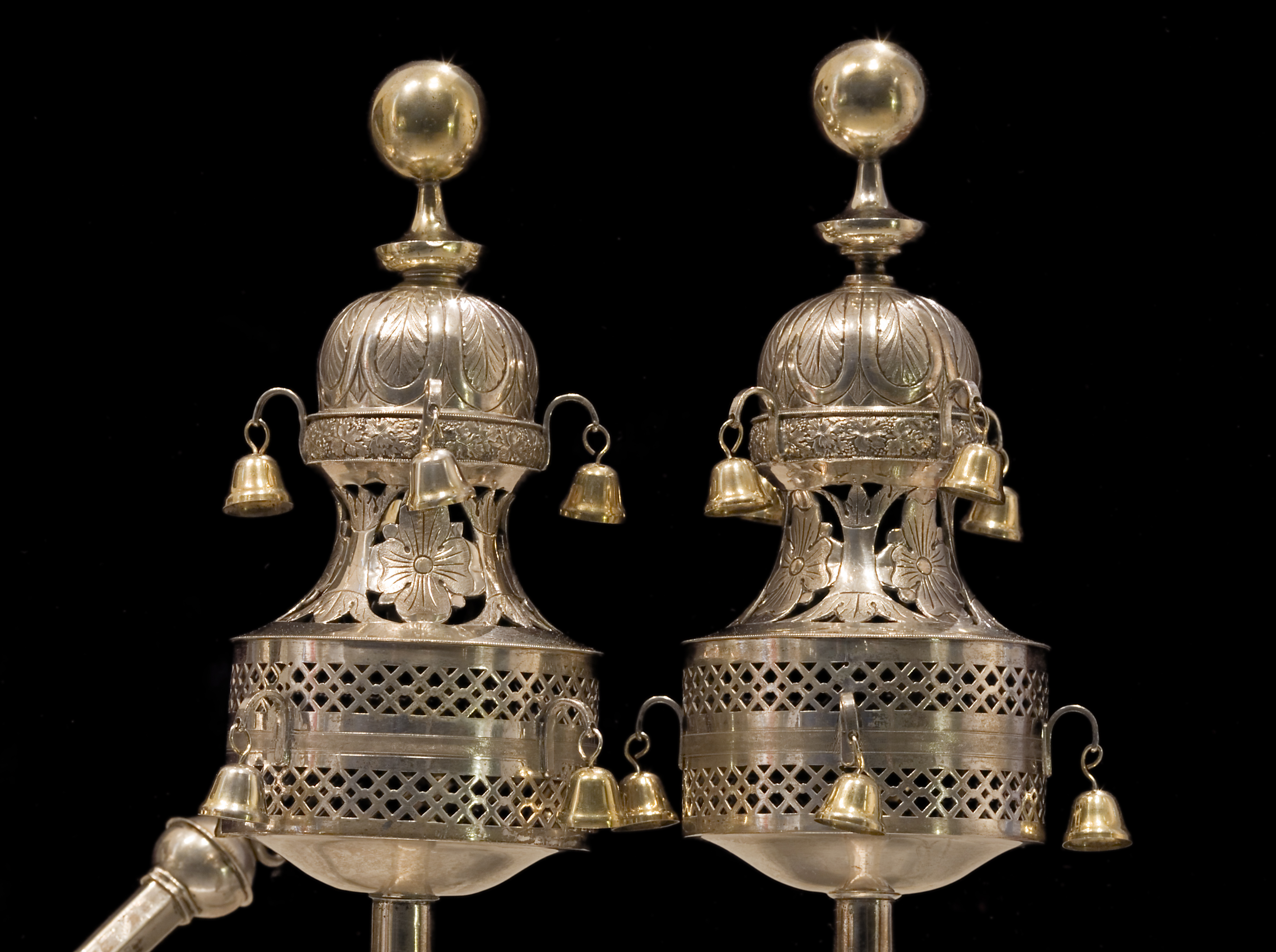
Rimonim

Rimonim (hebr. רִמּוֹנִיִם, owoce granatu) – ozdobne zwieńczenia dwóch drążków (acej chajim), na które nawijany jest pergaminowy zwój Tory. Ozdoby przyjmują kształt korony, często z orłami oraz dzwoneczkami wykonanymi ze srebra.
W tradycji żydowskiej wykonywane były w formie owoców granatu, u Żydów aszkenazyjskich przyjmowała formy kilkustopniowych koron lub ażurowych konstrukcji. Podobnie jak korona Tory, przyozdabiane są one dzwonkami.
Symbolika owocu granatu odwołuje się do tradycji talmudycznej, według której liczba cząstek owocu pokrywała się z liczbą micw.